# Selección de balonmano de Montenegro
La Selección de balonmano de Montenegro es el equipo formado por jugadores de nacionalidad montenegrina que representa a la Federación Montenegrina de Balonmano en las competiciones internacionales organizadas por la Federación Internacional de Balonmano (IHF) o el Comité Olímpico Internacional (COI). Su mayor éxito hasta la fecha es el 12.º puesto alcanzado en el Europeo de Noruega de 2008.

## Historial

### Juegos Olímpicos
- 2008 - No participó
- 2012 - No participó
- 2016 - No participó
- 2020 - No participó

### Campeonatos del Mundo
- 2007 - No participó
- 2009 - No participó
- 2011 - No participó
- 2013 - 22ª plaza
- 2015 - No participó
- 2017 - No participó
- 2019 - No participó
- 2021 - No participó

### Campeonatos de Europa
- 2008 - 12.ª plaza
- 2010 - No participó
- 2012 - No participó
- 2014 - 16.ª plaza
- 2016 - 16.ª plaza
- 2018 - 16.ª plaza
- 2020 - 18.ª plaza
- 2022 - 11.ª plaza
- 2024 - 14.ª plaza